# Air Arabia
Air Arabia (Arabisch: العربية للطيران, al-ʿArabiyya li-ṭ-ṭayarān) is een low-fare-luchtvaartmaatschappij met als basis Sharjah in de Verenigde Arabische Emiraten. Het vliegt op bestemmingen in het Midden-Oosten, Noord-Afrika, Europa en het Indiase subcontinent. De thuisbasis is Sharjah International Airport.
De maatschappij is opgericht op 3 februari 2003 en de eerste vlucht vond plaats op 29 oktober 2003. Air Arabia was een van de eerste low-fare luchtvaartmaatschappijen in het Midden-Oosten.

## Codes
- IATA-code: G9
- ICAO-code: ABY
- Callsign: Arabia

## Bestemmingen
Sharjah naar Ahmedabad, Aleppo, Alexandrië, Almaty, Amman, Assioet, Bahrein, Beiroet, Chennai, Colombo, Damascus, Dammam, Doha, Istanboel, Jaipur, Jeddah, Karachi, Kathmandu, Khartoem, Kochi, Koeweit, Latakia, Luxor, Mumbai, Muscat, Nagpur, Nur-Sultan, Pesjawar, Riyad, Sanaa, Teheran, Trivandrum, Jerevan;
Eind 2008 lanceerde de maatschappij een joint venture met Regional Air Lines uit Marokko onder de naam Air Arabia Maroc. Een tweede hub werd de Internationale luchthaven Mohammed V in Casablanca. In september 2009 werd met Travco Group besloten een derde hub in Alexandrië te starten. Medio 2010 werden vanuit deze luchthaven diensten geopend op bestemmingen in het Midden-Oosten, Europa en Afrika. Deze diensten worden aangeboden onder de naam Air Arabia Egypt.
Casablanca naar Brussel, Amsterdam, Parijs, Bazel, Lyon, Venetië, Bergamo, Bologna, Marseille, Barcelona, Istanboel;
Alexandrië naar Abu Dhabi, Amman, Beiroet, Koeweit en Khartoem.

## Vloot
De vloot van Air Arabia bestaat uit (februari 2024):
- 36 Airbus A320-200 geleased
- 3 Airbus A321-200 geleased
- 6 Airbus A321neo LR geleased

In 2007 plaatste het bedrijf een order voor 34 Airbus A320-200-toestellen, in 2008 kwam een vervolgorder voor nog eens 10 exemplaren. Op 22 oktober 2010 werd de eerste Airbus van deze order geleverd. Later werd de rest van de toestellen gelijkmatig over de jaren aan Air Arabia geleverd. Air Arabia streefde naar een vloot van meer dan 50 A320-200-vliegtuigen in 2016. In 2010 had de maatschappij een vloot van 25 vliegtuigen, waarvan 19 gestationeerd in Sharjah, 4 in Casablanca en twee in Alexandrië.

## Incidenten
Op 5 mei 2006 ging een toestel van Air Arabia, geleased van Armenian International Airways, door brand geheel verloren. Het toestel stond voor onderhoud in hangar 40 op Brussels Airport toen er brand uitbrak. Hierbij gingen 4 toestellen geheel verloren.
Afriqiyah Airways · Air Algérie · Air Arabia · Air Cairo · Air Djibouti · Badr Airlines · EgyptAir · Emirates · Etihad Airways · flyadeal · flyEgypt · flynas · Gulf Air · Iraqi Airways · Jordan Aviation · Kuwait Airways · Libyan Airlines · Mauritania Airlines ·Middle East Airlines · Nesma Airlines · Nile Air · Nouvelair · Oman Air · Qatar Airways · Riyadh Air · Royal Air Maroc · Royal Jordanian · Saudia · Sudan Airways · Syrian Air · Tarco Aviation · Tassili Airlines · Tunisair · Yemenia